# Lago Hayq

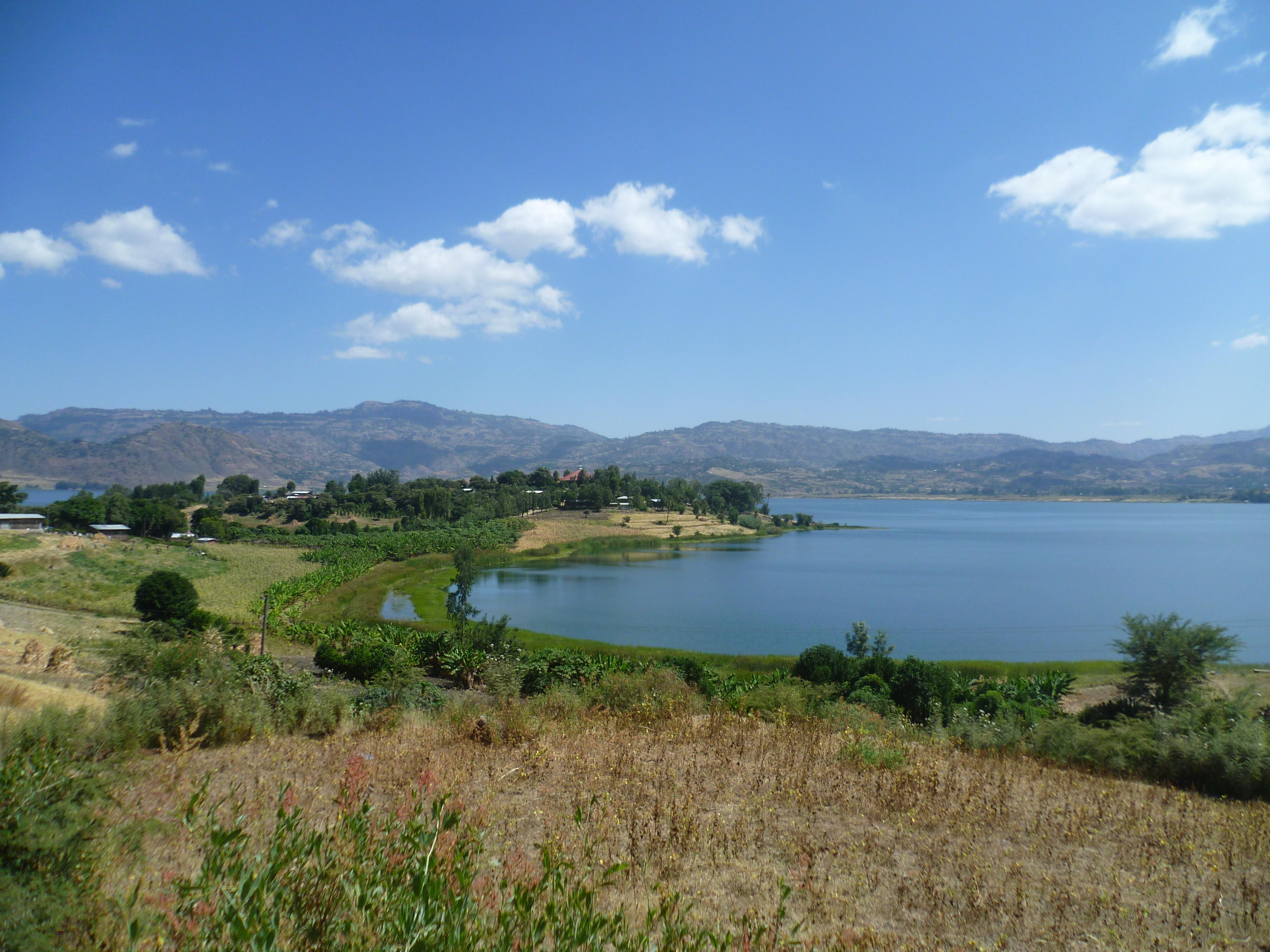
Lago Hayq, Etiopía.

El lago Hayq o Haik (en Ge'ez ሐይቅ hāyḳ, que significa "lago") es un lago de agua dulce de Etiopía. Se sitúa al norte de Dessie, en la zona de Debub Wollo de la región (kilil) de Amhara. La ciudad homónima se encuentra al oeste del lago.
Mide 6,7 km de largo y 6 km de ancho, con una superficie de 23 km². Tiene una profundidad de 88 m., estando a una altitud de 2.030 m s. n. m. Es uno de los dos lagos del woreda de Tehuledere.
El lago tiene una isla en medio en la que se encuentra un monasterio, fundado por Iyasus Mo'a a mediados del XIII, y que Yekuno Amlak, príncipe descendiente del rey de Axum Dil Na'od que derrocó a la Dinastía Zagüe, rebautizó como Monasterio de Istifanos (Monasterio de Esteban, el Coronado). Este rey, fundador de la dinastía Salomónica, fue apoyado por Takla Haymanot y el propio Iyasus Mo'a a hacerse con el poder, aportando la justificación teológica de la restauración del linaje de Salomón.